# Gamereactor
Gamereactor是一个位于斯堪的纳维亚的网络媒体，使用多国语言评测电子游戏，曾印刷杂志。在2013年，Gamereactor被Develop评为“欧洲最大的游戏出版物之一”。

## 历史
Gamereactor网站最初由Egmont Digital于1998年创建。同样在1998年，Morten Reichel和Claus Reichel在丹麦推出了在线和印刷杂志Gamez.dk，该杂志于2002年1月从Egmont Digital手中接管了在线网站Gamereactor丹麦、瑞典和挪威 (.dk/.se/.no)。
2001年，他们在挪威发行了《Gamereactor》杂志，不久之后在瑞典发行。自2007年底以来，Gamereactor在芬兰推出，并于2009年在德国推出（仅网络服务）。2010年，Gamereactor在意大利推出（仅网络服务），葡萄牙语版本于2013年上线。后来，Gamereactor分别于2016年11月在法国、2017年1月在荷兰和2018年1月在中国开设分站。
2008年9月1日，Gamereactor International推出，提供英文官网及PDF格式的英文版杂志。它以新闻、预览和评论为特色，聚焦于北欧游戏行业以及来自GRTV的视频内容。该杂志于2013年在英国发行，2017年，Gamereactor推出了涵盖竞技游戏的跨网络英语电子竞技子站点。
Gamereactor发行的纸质刊物免费通过丹麦、瑞典、芬兰、挪威、德国和英国的游戏商店和电子零售商分发。该杂志每年发行八期（1月或7月不发行），并以丹麦语、挪威语、瑞典语、德语、英语和芬兰语出版。2014年11月，Gamereactor停止了纸质刊物的发行。
电子杂志发行在适用于iPhone和Android、PlayStation 4和Xbox One以及三星的Smart TV Hub平台的应用程序。
2004年，Gamereactor艺术总监Petter Hegevall被Sveriges Tidskrifter于瑞典设计奖提名。2013年，Gamereactor杂志（英国）在Games Media Awards中被提名为最佳印刷杂志类别，并在2015年被提名为最佳编辑团队（印刷）。

## 争议
2013年6月，杂志封面中包含《最後生還者》的插画删除了角色Ellie。杂志编辑发布了一篇博客，解释称这是一个“纯粹的设计问题”，并且他们之前已经修改了封面的艺术作品。

## 编辑
- Magnus Groth-Andersen - 丹麦编辑/全球总编辑[10]
- Petter Hegevall - 瑞典编辑/艺术总监
- Jonas Mäki - 瑞典编辑
- Silje Slette,Eirik Furu - 挪威编辑
- Markus Hirsilä - 芬兰编辑
- Mike Holmes - 英国/国际编辑